# Episodi di Un ciclone in famiglia (seconda stagione)
La seconda stagione di Un ciclone in famiglia è stata diretta da Carlo Vanzina e trasmessa da Canale 5 dal 21 aprile al 21 maggio 2006, nella prima serata del venerdì ad eccezione dell'ultima puntata, in onda di domenica. 
| nº | Titolo italiano | Prima TV Italia |
| -- | --------------- | --------------- |
| 1  | Prima puntata   | 21 aprile 2006  |
| 2  | Seconda puntata | 28 aprile 2006  |
| 3  | Terza puntata   | 5 maggio 2006   |
| 4  | Quarta puntata  | 12 maggio 2006  |
| 5  | Quinta puntata  | 19 maggio 2006  |
| 6  | Sesta puntata   | 21 maggio 2006  |

## Prima puntata
Sono passati quasi nove mesi. Intanto, i Dominici hanno fatto fortuna e sono tornati in Italia. Ora vivono in una grande villa a Roma, mentre i Fumagalli alloggiano nella loro dépendance. Alberto è divenuto presidente di una grande impresa, dove lavorano come direttori anche i figli Alessio e Adriano, e Lorenzo come segretario. Pochi giorni prima della nascita del bambino, che si chiamerà Albertino, Adriano e Lisa si sposano e vanno in viaggio di nozze in Polinesia, seguiti però dalle famiglie che temono un nuovo tradimento. Stanchi del comportamento dei capifamiglia, che li seguono continuamente, la coppia se ne va alle Hawaii, mentre in Polinesia rimangono i genitori fino alla fine del viaggio.
Tornati a casa, però, i Fumagalli sono costretti a traslocare dalla dépendance in vista della prossima nascita del nuovo bambino e trovano casa alla periferia di Roma. Le cose sembrano non andare per niente bene per Lorenzo, che si ritrova anche un po' sfruttato al lavoro dai suoi superiori, quali i Dominici. Ma la fortuna dà una mano ai Fumagalli: Lorenzo gioca un terno al Lotto (aveva giocato per Alberto, ma questi aveva rifiutato dicendo che non si vince mai niente) e si ritrova milionario. Tornato così sul Lago di Como, compra la sua vecchia villa ed un negozio di DVD.
Al lago la famiglia ritrova Ludovica e il piccolo Lorenzino. La Ludo incontra un fotografo che aveva conosciuto nove mesi prima e che le aveva fatto un servizio fotografico come modella. Stavolta Ludovica sceglie di inseguire il suo sogno e viene presa come fotomodella a Milano, dove va a vivere lasciando Lorenzino ai genitori, che lo accolgono con piacere.
Sembra che stavolta tutto vada bene per le due famiglie. Ma un giorno la Lisa ritorna a casa in lacrime: Adriano l'ha tradita con la segretaria, proprio come aveva fatto Alessio con Ludovica. È un duro colpo per tutti, ma mai quanto per Alberto, disperato. Intanto il bambino nasce, ed è un maschietto, ma i Fumagalli non lo chiamano Albertino, ma decidono di chiamarlo Ambrogino, in onore di Sant'Ambrogio patrono di Milano. Alberto e Simonetta convincono Lorenzo a far vedere loro il nipotino, ma vengono scoperti da Lisa che, seppur arrabbiata, decide di non colpevolizzare i genitori del marito fedifrago.
Riappacificate le due famiglie (ma non Lisa e Adriano) Ludovica inizia a far carriera come modella. Nell'abitazione a Milano delle modelle la Ludo convive con varie ragazze, fra cui India, con cui stringe un legame di amicizia. Uscite insieme, India confessa a Ludovica, quando le parla della sua famiglia, di non aver mai conosciuto suo padre, e di aver solo una foto di lui giovane. India mostra la foto che raffigura inequivocabilmente Lorenzo Fumagalli da giovane.
- Ascolti: 5.708.000 - 24,19%

## Seconda puntata
La vita felice dei Fumagalli viene sconvolta quando Ludovica porta l'amica India a casa, dove riconosce Lorenzo come il suo padre fuggito tanto tempo fa, prima che India nascesse. Lorenzo è incredulo: non ricorda di aver mai avuto una relazione con un'altra donna all'infuori di Tilly, neanche da giovane. Ma la moglie non la prende affatto bene, caccia il marito da casa e chiede il divorzio all'avvocato Tigre.
Lorenzo è costretto a chiedere aiuto ai Dominici, ma mentre Alberto si dimostra generoso con lui, Simonetta, solidale con l'amica Tilly, glielo nega. Il povero Lorenzo è così costretto a vivere in un appartamento alla periferia romana e a cercare inutilmente di far luce sul proprio passato.
In suo aiuto viene India, che lo porta dalla madre Bambi, una ex-hippy che ha vissuto in maniera sregolata e caotica la propria giovinezza avendo quattro figli da quattro diversi uomini, tra cui Lorenzo. Bambi gli spiega che una notte di venti anni prima, Lorenzo e lei si erano incontrati e Bambi, avendo subito provato una forte attrazione nei confronti dell'uomo, lo fece ubriacare per avere un rapporto con lui sotto i fumi dell'alcool. Il giorno dopo Bambi, per non rovinare la vita a Lorenzo, già sposato, e pentita di ciò che aveva fatto, era fuggita, e Lorenzo non ricordava più niente. Chiarito il fatto che Lorenzo non aveva mai tradito intenzionalmente la moglie, restava quindi solo da chiarirsi con Tilly, la quale però non pare intenzionata a parlare con il marito.
Intanto accade il peggio anche nella famiglia Dominici: la segretaria Moira, la stessa con la quale Adriano aveva tradito la Lisa, comincia a sedurre Alberto, che però resiste. Venendo però tradito dalle apparenze: quando la moglie Simonetta vede l'avvenente segretaria che seduce il marito, subito pensa ad un tradimento e caccia via il povero Alberto, che si vede costretto ad andare a vivere con il riluttante Lorenzo.
Intanto, con felicità di tutti, Lisa e Adriano tornano insieme. Simonetta e Tilly cominciano a fare la bella vita, fra shopping, discoteche e vacanze. Cominciano anche a frequentare un corso di ballo, dove pensano inizialmente di essere corteggiati da due ballerini, che poi scoprono, durante un'uscita a quattro, che sono in realtà due parrucchieri omosessuali. Le due donne vanno in vacanza in Sardegna, dove incontrano Bambi, che finalmente ha modo di raccontare a Tilly la verità su Lorenzo. Compreso l'equivoco, Tilly si precipita a perdonare l'innocente marito, seguita da Simonetta, che scopre che anche Alberto non l'aveva tradita, anzi aveva resistito alle avance della bella Moira dando prova di grande fedeltà coniugale. Le due coppie si riappacificano, ma quando pare che tutto torni alla normalità si scopre che durante il periodo di assenza di Lorenzo e Alberto le rispettive aziende sono fallite ed entrambe le famiglie si ritrovano improvvisamente rovinate.
- Ascolti: 5.456.000 - 22,35%

## Terza puntata
Alberto e Simonetta hanno perso tutto, ma in loro aiuto vengono i Fumagalli, che li ospitano alla loro villa. Purtroppo, anche loro sono in crisi economica: il negozio di DVD è fallito, e i due si ritrovano nella stessa condizione di un anno prima. Tilly e Lorenzo hanno però un'ottima idea: trasformare la villa in un "bed and breakfast" per i turisti. Così fanno, non con poche difficoltà, ma con magri guadagni. Lorenzo chiede aiuto al sindaco del paese, suo vecchio amico (un'amicizia molto interessata) che gli concede un prestito. Alberto e Lorenzo utilizzano i soldi per acquistare un vecchio ristorante del posto, il "Miralago", ed offrono alle mogli il compito di cucinare per gli ospiti. Le due accettano entusiaste.
Inizialmente di ospiti ce ne sono ben pochi, complice la poca fama del locale. All'agenzia di viaggi del fidanzato Antonio, India scopre che il famoso critico culinario della rivista "Salmone rosso", Achille Buonamici, verrà il giorno seguente con la moglie al Miralago. È l'occasione buona per rilanciare il ristorante. Il giorno seguente, però, accade uno spiacevole equivoco: Buonamici si traveste con una parrucca ed un paio di baffi finti, e Alberto e Lorenzo non solo non lo riconoscono, ma, tesissimi per l'arrivo del critico e scocciati dalla sua insistenza, lo trattano in maniera brusca. Riconoscono invece un tizio con la moglie, simile a Buonamici, e lo trattano da re, proprio accanto al critico. Quando si accorgono dell'errore, i due sono disperati. Sicuri di essere rovinati, acquistano una copia del Salmone rosso trovando invece una sorpresa: il critico, ammorbidito dalla buona cucina e dalla moglie, ha dato un voto molto alto al ristorante, che si ritrova d'improvviso invaso dai clienti.
Intanto Ludovica incontra Roby, un giovane che conosceva da tempo: ai tempi in cui era bambina, Roby, che era già un ragazzo, spesso la veniva a prendere da scuola, essendo un conoscente della famiglia. Fra i due nasce l'amore.
Gli affari vanno bene per le due famiglie, e le mogli propongono di prendersi una settimana di riposo in una beauty farm. Alberto è d'accordo, Lorenzo meno, ma alla fine tutti e quattro vanno in vacanza in una beauty farm austriaca. Qui incontrano, anzi si scontrano con un napoletano, Peppino Esposito, che, estremamente pignolo e preciso, rimprovera i due per aver lasciato la macchina in doppia fila. Alberto e Lorenzo lo mandano a quel paese.
Alla clinica i quattro vengono "accolti" dal severissimo dottor Mozart, che li minaccia di cacciarli se non rispetteranno alla lettera il suo programma alimentare di sole 800 calorie. Scoprono inoltre di essere spiati con telecamere nascoste per evitare spuntini indesiderati. Dopo il primo giorno di cure, le famiglie sono già distrutte. A pranzo incontrano di nuovo Peppino Esposito, insieme alla moglie Margherita, che si siedono insieme a loro, tentando di fare amicizia. Tentativo vano quando tutti ricevono il loro misero pasto (una carota, una zucchina e mezza patata) mentre Peppino riceve un generoso piatto di spaghetti al sugo, non essendo in cura ma solo accompagnatore della moglie. Ovviamente gli affamati Lorenzo e Alberto si innervosiscono a vedere il napoletano che mangia con evidente piacere il suo piatto, sotto gli occhi di un'imbarazzatissima Margherita. Disperati, i Dominici e i Fumagalli cedono alla fame e si recano alla più fornita pasticceria del paese dove cominciano a mangiare. Anche qui incontrano Peppino, che comincia a far loro la predica e che poi avverte il dottor Mozart, che espelle i quattro. L'odio per il pignolo Peppino da parte di Lorenzo e Alberto aumenta ancora di più.
Tornati a casa, India rivela alle famiglie di essere incinta. Lorenzo, dopo il consueto stupore, accoglie la notizia con felicità e si prepara ad accogliere il fidanzato della figlia, Antonio, nella famiglia. A Natale le famiglie al completo si riuniscono, e nel pieno della festa arrivano i genitori di Antonio. Quando Lorenzo li vede gli prende un colpo: il padre del ragazzo, e quindi il suo futuro consuocero, è l'odiatissimo Peppino Esposito.
- Ascolti: 5.003.000 - 21,09%

## Quarta puntata
Il figlio di India e Antonio, Luigino, nasce, e Lorenzo si ritrova d'un tratto ad essere consuocero del partenopeo Peppino Esposito, e i destini delle tre famiglie si sono ormai intrecciati. Come se non bastasse, le mogli organizzano insieme le vacanze, nella Maremma toscana, e le famiglie saranno costrette a convivere per un intero mese. I loro figli e i rispettivi partner (Adriano, Antonio, Roby, Lisa, Ludovica e India) faranno invece il giro del Mar Mediterraneo in crociera.
Prima della partenza però avviene un disastro: Peppino, che lavora come manager in una società di assicurazioni, invia accidentalmente al computer del principale una vignetta satirica che lo raffigura. In suo aiuto vengono, a malincuore, Lorenzo e Alberto, che insieme a Peppino vanno all'inseguimento del direttore, il quale ha una villa proprio in Maremma, non lontano dalla loro.
I tre s'intrufolano nella villa del direttore e riescono a cancellare dal pc la caricatura. Ma accidentalmente Peppino ascolta una conversazione telefonica fra il direttore e un amico, nella quale il capo dichiara di voler licenziare quasi tutti i dipendenti del settore marketing, proprio quello in cui lavora Peppino. Le vacanze iniziano nel segno del malumore per il napoletano, sicuro del licenziamento, ma in compenso quest'ultimo ha stretto finalmente amicizia con Lorenzo e Alberto.
Le vacanze continuano ancora peggio: dalla Grecia arriva la notizia che i figli delle famiglie sarebbero stati fermati dalla polizia per un giro di traffico di stupefacenti. I sei si dicono sicuri, ma ai tre capofamiglia non resta che andare in loro aiuto. Si rivolgono a un parente dell'avvocato Tigre, un tale Kostantinos, che però viene arrestato anch'egli per un giro di tangenti in tribunale. Anche Lorenzo, Alberto e Peppino vengono fermati dalla polizia locale.
A questo punto in Grecia si precipitano le tre mogli, ma prima che arrivino fortunatamente tutti vengono rilasciati. Vengono infatti scovati i veri colpevoli del traffico di droga nel quale erano stati ingiustamente coinvolti i sei ragazzi; nella vicenda delle tangenti, intanto, solo l'avvocato Kostantinos era stato trovato colpevole. Le famiglie possono così tornare serene in Italia.
Peppino però è ancora assillato dal pensiero dell'imminente licenziamento. Quando torna al lavoro, perciò, fa di tutto per guadagnarsi la fiducia del capo, riuscendoci invitandolo a cena. Tilly e Simonetta cucinano per lui, e il giorno della cena il principale è deliziato dalla cucina. Tutto sembra andare per il verso giusto quando alla porta si presenta un certo Ciro, un lontano parente acquisito che rivela di essere un omicida evaso dal carcere in cerca di rifugio. L'uomo è armato, e Peppino è costretto a nasconderlo in soffitta, riuscendo a non fare accorgere nessuno della sua presenza. Ma poco dopo irrompe la polizia, che cattura il criminale ma inizialmente giudica tutti i presenti colpevoli e li conduce al commissariato, compreso il principale di Peppino che lo licenzia in tronco. Peppino sviene per lo shock e viene portato in ospedale.
Chiarito l'equivoco con la polizia, Peppino si ritrova comunque senza lavoro perché anche se aveva chiarito l'equivoco con il suo principale lui lo ha licenziato lo stesso. Lorenzo e Alberto gli offrono un posto come cantante nel ristorante, e questi è così bravo che guadagna un bel po' di denaro. Può così permettersi di smettere di lavorare. Intanto avvengono grandi cambiamenti nelle famiglie: Lisa e Adriano vanno a vivere alle Barbados portandosi il piccolo Ambrogino, mentre Ludovica e Roby vanno a vivere altrove assieme a Lorenzino.
Privo degli obblighi lavorativi, Peppino sembra rinascere: comincia ad essere meno ansioso e pignolo com'era, e Margherita comincia a riconoscere in lui l'uomo simpatico che ha sposato. La felicità dura poco: Ciro, per vendicarsi, appicca un incendio al ristorante Miralago, distruggendolo.
- Ascolti: 4.978.000 - 21,62%

## Quinta puntata
Il ristorante è distrutto, e Lorenzo e Alberto incolpano subito il povero Peppino. Questi, però, in uno slancio di generosità vende la propria abitazione e ripaga del debito i Fumagalli, che in precedenza avevano pensato di ipotecare la villa. Per ringraziarli, Tilly invita gli Esposito a vivere insieme a loro, seguiti anche da India, Antonio e Luigino: Antonio, infatti, ha perso il suo lavoro.
Intanto nella vita felice di Ludovica e Roby s'insedia la ex-moglie, che rovina la festa a sorpresa per il suo compleanno informandolo che il giudice ha deciso che l'affidamento del figlio avuto dalla loro precedente relazione spetta solo a lei.
Lorenzo, Alberto e Peppino vengono spinti dalle rispettive mogli a trovarsi un lavoro. I tre ottengono dal sindaco del paese l'incarico di vigili urbani, ma il meticoloso Peppino rovina tutto con la sua eccessiva severità: arriva persino a comminare una multa di 165 € al giornalaio del paese perché aveva tenuto la macchina in doppia fila per due minuti. Ma la goccia che fa traboccare il vaso arriva quando Peppino multa una signora per aver parcheggiato sulla fermata dell'autobus per pochi secondi. La signora si rivela poi essere nientemeno che la moglie del presidente della regione, che infuriato si lamenta con il sindaco, il quale licenzia in tronco tutti e tre.
Tilly e Simonetta hanno però un'illuminazione: aprire un'agenzia di catering a domicilio. I mariti accolgono l'idea e nasce così l'agenzia di catering Miralago, con lo stesso nome del ristorante andato in fumo. L'inizio promette bene, ma al primo incarico si presenta un imprevisto: fra gli invitati al ricevimento di una ricca signora, organizzato appunto dalla loro nuova impresa, c'è l'ex-capo di Peppino, che non perde occasione per punzecchiare il partenopeo, che alla fine non resiste e per la rabbia gli scaglia una torta in faccia. Il nuovo lavoro continua, ma con risultati inferiori alle aspettative.
Poco dopo, Peppino riceve una lettera dalla Polizia, nella quale gli si chiede di presentarsi con urgenza al commissariato. L'uomo comincia subito a formulare ipotesi su ipotesi, dalla recente torta in faccia al principale a un caso di condono edilizio risalente ad anni fa, ma il motivo, si scopre, è solo il fatto che Peppino non aveva segnalato il cambio di domicilio. Alla polizia Peppino viene a conoscenza del fatto che era anche stato cercato da un notaio. Peppino si reca da lui e scopre che un suo zio emigrato in Argentina era deceduto e aveva lasciato tutte le sue ricchezze a lui: cinque milioni di dollari finiscono così nelle tasche di Peppino, che si ritrova milionario!
Appena ricevuta la somma di danaro, però, Lorenzo comincia a pretendere da lui il rimborso per il domicilio, per i "mancati guadagni futuri" del ristorante e altro, per una somma di due milioni e mezzo di euro. Peppino non ne può più, e la notte stessa scappa con i cinque milioni, lasciando una lettera alla moglie, disperata. Lorenzo e Alberto ingaggiano un investigatore, Tony Bianchi, per ritrovarlo: questi scopre che Peppino è a Montecarlo, nel più lussuoso albergo del principato, fra donne e lussi vari. Lorenzo e Alberto si precipitano a Montecarlo, ma Peppino, non appena li vede, fugge. Margherita, la moglie, si rassegna, pur non riuscendo a dimenticarlo del tutto.
I Fumagalli, i Dominici e Margherita trascorrono il capodanno lavorando per l'impresa di catering. Non va meglio alla povera Ludovica: Roby non si presenta alla cena a lume di candela da lei organizzata, preferendo passare il capodanno con il figlio dalla ex-moglie.
Intanto, mentre le famiglie stanno festeggiando mestamente, a Lorenzo giunge una telefonata dall'investigatore Tony Bianchi che riferisce di aver trovato Peppino a Praga, nella più lussuosa suite della capitale ceca. Presa dalla rabbia, Margherita si precipita immediatamente a Praga assieme a Lorenzo e Alberto. I tre scovano Peppino nella sua stanza d'albergo assieme ad una donna. Margherita cerca di convincere Peppino (che ora si fa chiamare col vero nome, Giuseppe) a tornare, ma questi rifiuta. A questo punto la moglie abbandona definitivamente il marito, cancellandolo per sempre dal cuore.
Frattanto, Ludovica torna in lacrime a casa dicendo che Roby si è rimesso insieme alla ex-moglie e l'ha lasciata. Nonostante la tristezza nel vedere la figlia disperata, Lorenzo e Alberto sono al settimo cielo nel riavere il piccolo Lorenzino con loro.
Poco dopo, arriva un nuovo vicino di casa, un marchese molto raffinato e colto. Simonetta subito sostiene che quell'uomo sarebbe un fidanzato ideale per la povera Margherita, e Tilly propone di organizzare una cena di benvenuto per il nobiluomo. La cena viene però rovinata più volte: dapprima, il fidanzato di Ludovica, Roby, si precipita nella sala cercando di convincerla a riappacificarsi con lui, invano; poi quando il marchese tiene in braccio il piccolo Luigino, questi fa i suoi bisogni proprio sulle mani del marchese. Nonostante ciò, il nobile è affascinato dall'atmosfera calda che si respira e chiede anche a Margherita, la quale sta cominciando a provare interesse verso l'uomo, di poterla rivedere presto.
Sembra che tutto vada bene quando arriva una telefonata dalla Russia. È nientemeno che Peppino, il quale informa Lorenzo di essere prigioniero di due uomini della mafia russa, che lo libereranno solo in cambio di diecimila euro di riscatto. Lorenzo e Alberto hanno intenzione di andare a salvarlo, ma nessuno di loro ha diecimila euro. Per avere i soldi, Tilly decide di vendere gli orecchini che Lorenzo le aveva comprato per le nozze d'argento.
Con la somma in tasca, Lorenzo e Alberto partono con destinazione San Pietroburgo e salvano Peppino, il quale rivela di aver esaurito tutti i soldi ereditati e dice loro di essere stato "posseduto da un demone": a San Pietroburgo, Peppino è messo al corrente che Margherita ora sta con un altro uomo; piagnucolante, tenta di gettarsi nel gelido fiume Neva, mentre i consuoceri tentano di trattenerlo. Contemporaneamente, nei pressi della riva, un uomo, Kutuzov, è tenuto sotto scacco da un killer intenzionato ad ucciderlo. Lorenzo, Alberto e Peppino notano la scena e all'improvviso piombano addosso al sicario, proprio quando parte un colpo di pistola, uccidendo il malvivente. Kutuzov, per dimostrare la sua gratitudine ai tre eroi, si offre di accoglierli in società nella sua importante multinazionale che presto aprirà una sede in Italia, assumendosi tutti gli oneri economici. Lorenzo diverrà capo di un multiplex, Alberto di un outlet, e Peppino di una compagnia di assicurazioni.
Ma la pace dura poco: India rivela che le cose fra lei e Antonio non vanno affatto bene da quando questi ha perso il lavoro, e decide di partire per il Messico, assieme alla madre naturale (Bambi) e al figlio Luigino, per chiarirsi le idee.
- Ascolti: 5.069.000 - 21,62%

## Sesta puntata
Come ricompensa per aver salvato il ricco imprenditore russo Kutozov, i tre capifamiglia diventano i tre co-presidenti della Kutuzov Italia (Lorenzo si autonomina rappresentante ufficiale della ditta), che ha sede a Roma. Alberto si trasferisce definitivamente nella capitale, mentre Peppino e Lorenzo usufruiscono del vitto e alloggio offertogli dalla Kutuzov Italia. Lorenzo torna a casa sua, al Lago di Como, solo nei fine settimana, puntualmente seguito dal partenopeo Peppino, che non riesce a stare solo.
Peppino però non riesce a smettere di pensare alla moglie, e prova in tutti i modi di riappacificarsi con lei, senza successo. Frattanto, Lorenzo cerca di convincere la figlia India a tornare insieme ad Antonio, figlio di Peppino. Lei dice di amarlo ancora, ma di non ritenerlo ancora pronto per fare il padre. Il ritorno a Roma non è però benevolo neanche per i Dominici: dapprima, scoprono che l'appartamento che avevano acquistato precedentemente era una bufala. In seguito, subiscono anche uno scippo. Alberto e Simonetta si sistemano in un albergo, ma già cominciano a sentire nostalgia del lago.
Ludovica, accidentalmente, sente la madre chiamare il reparto oncologico dell'ospedale vicino. Temendo il peggio, la segue, per poi scoprire che la madre va in ospedale solo per volontariato. L'uscita non è però sprecata: la madre le presenta un collega, un ragazzo di nome Francesco. Fra i due nascerà una storia.
In Italia giunge il signor Kutuzov con un amico onorevole. Kutuzov chiede che i tre organizzino una cena al miglior ristorante della città con "contorno" di belle donne. Peppino recluta due donne di facili costumi per la cena. Intanto, la moglie di Peppino, Margherita, molla il marchese, che si è rivelato non essere tale, ed è finalmente disposta a riabbracciare il suo Peppino. Le tre mogli fanno una sorpresa ai rispettivi mariti raggiungendoli al ristorante, dove li trovano con le due donne. Anche quando l'equivoco viene chiarito, tutte e tre restano comunque adirate coi mariti. In compenso, Peppino e Margherita tornano assieme.
Ma la tranquillità delle tre famiglie viene presto turbata da una sconvolgente notizia: Kutuzov viene arrestato per frode e associazione a delinquere. Alberto e Peppino, con le rispettive mogli, sono costretti a tornare a convivere con Lorenzo. Ma proprio quest'ultimo si ritrova nei guai più grossi: essendosi autoeletto come presidente, anche Lorenzo è fra gli indagati!
Antonio e India si rimettono finalmente insieme. Intanto, anche Ludovica trova l'amore in Francesco, il quale le fa conoscere la sua famiglia, venendo a sapere che Francesco è un multimilionario: suo padre, infatti, è a capo di una grande ditta produttrice di vini. Si scopre anche che Francesco è fratellastro di India. La Ludo e il ragazzo decidono di sposarsi, e così fanno. Alla festa di nozze, Lorenzo fa conoscenza con il suo nuovo consuocero, il quale gli consegna una grossa somma di denaro da parte di Francesco, grazie alla quale Lorenzo può finalmente mettere fine ai suoi problemi.
Per festeggiare, le famiglie si concedono un viaggio fino alle Barbados, dove abitano Lisa e Adriano, Durante il viaggio, India comunica via telefono che ha deciso di sposarsi, e che il matrimonio avverrà fra una settimana. Ma la notizia più clamorosa la dà Tilly, che comunica a Lorenzo di aspettare un altro bambino! Nuovi arrivi in casa Fumagalli.
- Ascolti: 4.814.000 - 23,85%